# Cabrerolles
Cabrerolles is een gemeente in het Franse departement Hérault (regio Occitanie) en telt 297 inwoners (2004). De plaats maakt deel uit van het arrondissement Béziers.

## Geografie
De oppervlakte van Cabrerolles bedraagt 29,3 km², de bevolkingsdichtheid is 10,1 inwoners per km².

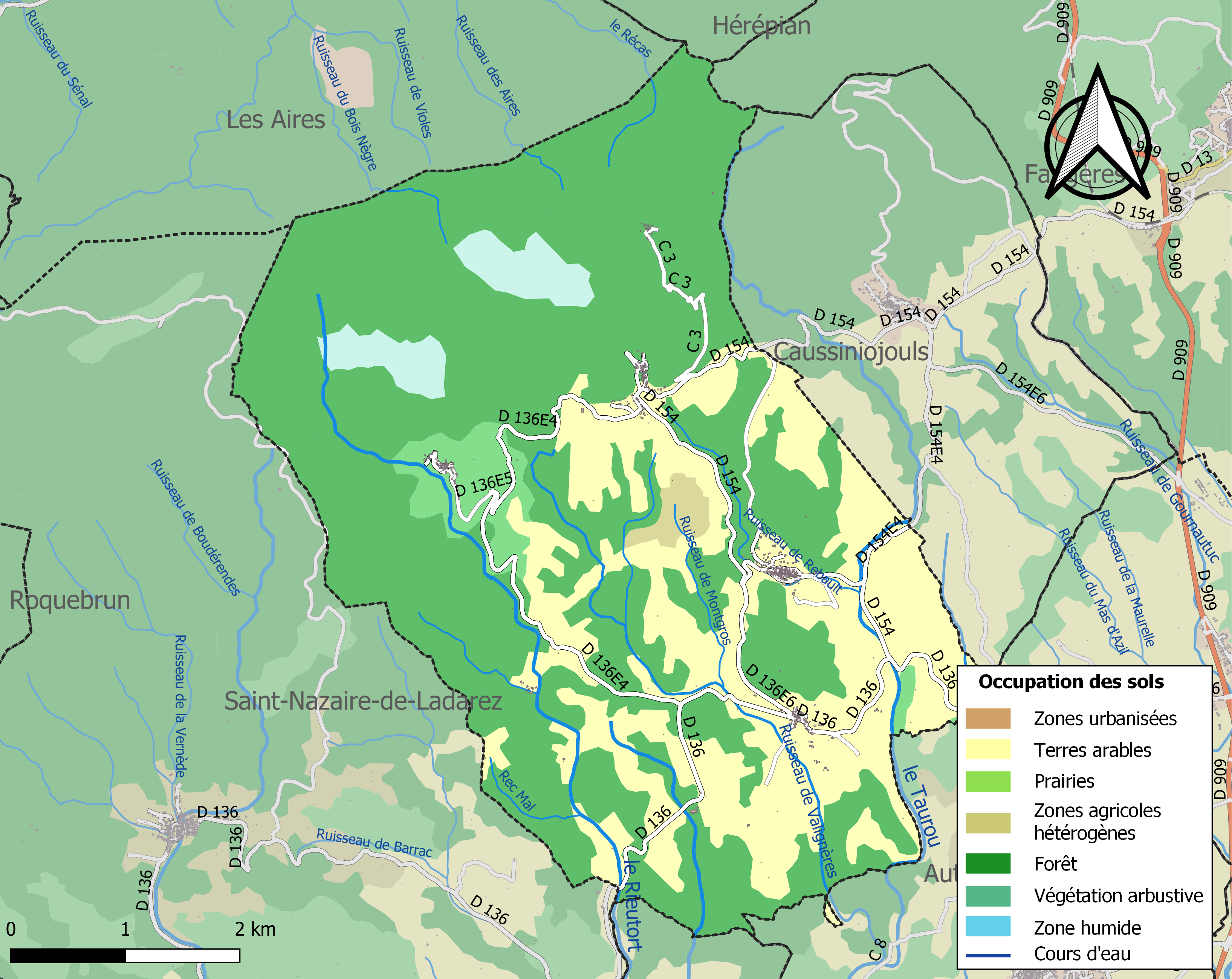
Kaart van de gemeente met de belangrijkste infrastructuur, bodemgebruik en omliggende gemeenten

## Demografie
Onderstaande figuur toont het verloop van het inwonertal (bron: INSEE-tellingen).